# Rubens Pereira Júnior
Rubens Pereira e Silva Júnior (São Luís, 16 de março de 1984) é advogado, formado pela Universidade Federal do Maranhão (UFMA), mestre em Direito Constitucional pelo Instituto Brasileiro de Direito Público (IDP) e político brasileiro. Atualmente deputado federal, filiado ao Partido dos Trabalhadores (PT). 
Iniciou a carreira como Analista Judiciário do Tribunal de Justiça do Maranhão. Foi deputado Estadual no Maranhão por dois mandatos, nos períodos de 2006 a 2014. Em 2014, foi eleito deputado federal, e em 2018 foi reeleito para mais um mandato na Câmara Federal.
Ele é filho do ex-deputado Rubens Pereira e da ex-prefeita de Matões Suely Torres Pereira (PSB). Por via paterna é descendente da Família Pereira da cidade de Matões-MA. Neto de Alcino Pereira, o Lula Pereira (prefeito de Matões em 1983). Por via materna é descendente da tradicional Família Torres da cidade de Miguel Alves-PI. Neto materno de  Osmir Torres Filho (Vereador em Vitorino Freire-MA) e da Juíza Dra. Maria da Conceição Mendonça. Sobrinho-neto do médico Dr. Ivan Torres (prefeito de Miguel Alves entre 1989 a 1993). Bisneto-materno do Dr. Osmir Torres que foi promotor público na capital e no interior do Estado do Piauí. Sobrinho-bisneto do Coronel Torquato Torres (prefeito de Miguel Alves-PI entre 1912 a 1926). Trineto do Coronel Enéas Francisco Torres (prefeito de Miguel Alves-PI entre 1928 a 1930). Foi deputado estadual (2007–2015). É deputado Federal, tendo sido eleito pela primeira vez em 2014 e reeleito em 2018.

## Carreira política
Começou a carreira política ao ser eleito deputado estadual pelo PRTB em 2006, sendo reeleito em 2010 pelo PCdoB.
Foi deputado Estadual no Maranhão por dois mandatos. Na época, com 22 anos, eleito com 35 mil votos, tornou-se um dos deputados estaduais mais jovens do país. Foi presidente da CCJ aos 24 anos e líder da oposição aos 28. É membro do Partido Comunista do Brasil (PCdoB) desde 2009.
Em 2012, surpreendeu a todos quando pediu exoneração do cargo de Analista Judiciário do TJ-MA para atuar como advogado, junto ao TSE, contra a então governadora Roseana Sarney, no processo por abuso de poder econômico nas eleições de 2010.
Junto com Flávio Dino, o deputado Rubens integrou o maior grupo oposicionista já criado na história maranhense para derrotar um dos grupos políticos mais corruptos do Brasil. Foi eleito deputado federal pelo PCdoB em 2014 com um total de 118.115 votos, sendo o terceiro mais votado. Entre as cidades mais votadas estão Caixas, São Luís, Matões e outros municípios do Leste Maranhense. Durante quatro anos em Brasília, permaneceu como membro titular da Comissão de Constituição e Justiça (CCJC).
Em 17 de abril de 2016, votou contra o processo de impeachment de Dilma Rousseff. Posteriormente, votou contra a PEC do Teto dos Gastos Públicos. Em abril de 2017 votou contra a Reforma Trabalhista. Em agosto de 2017 votou a favor do processo em que se pedia abertura de investigação do então Presidente Michel Temer.

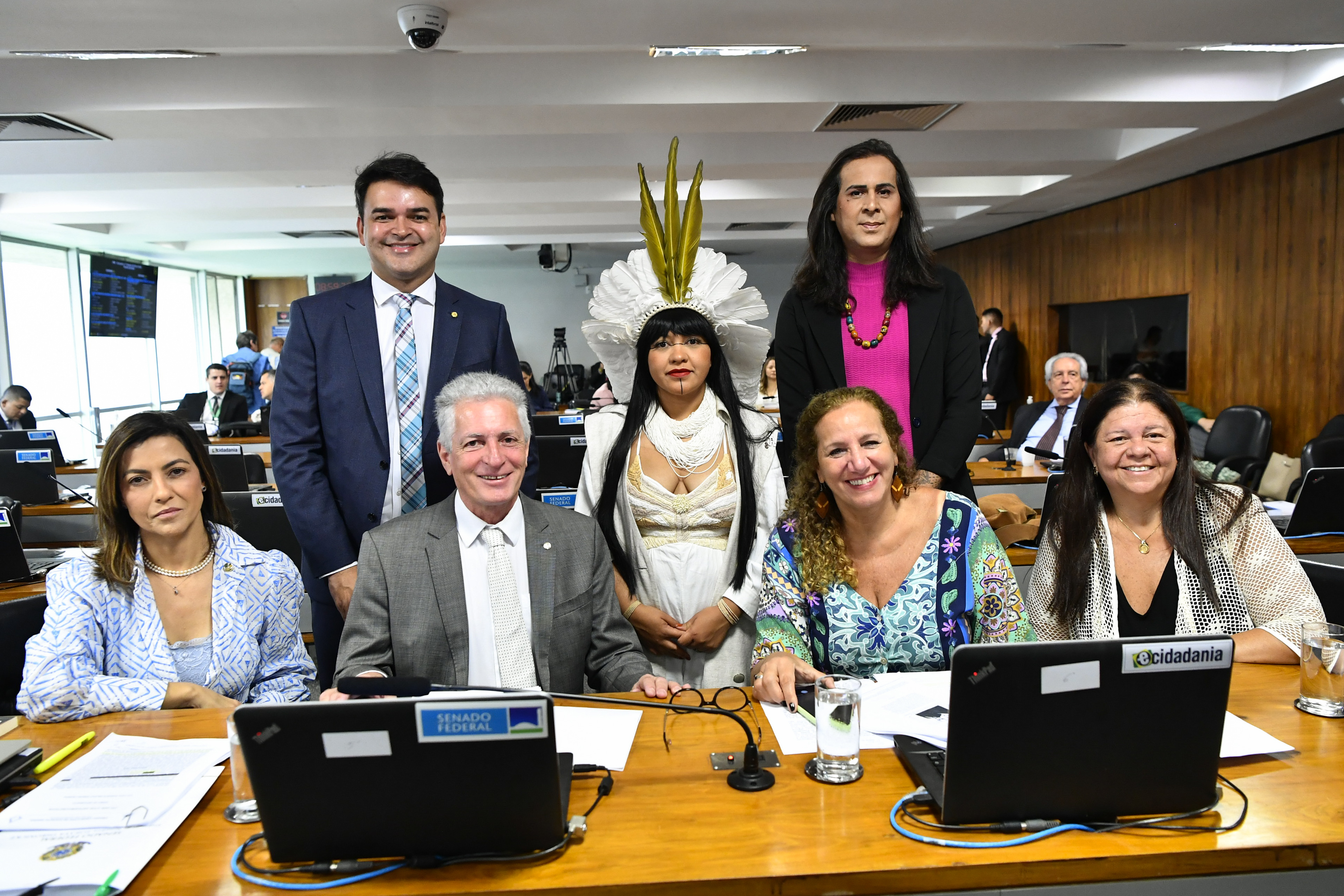
Pereira Júnior ao lado do deputado Rogério Correia, senadora Soraya Thronicke, deputada Jandira Feghali, deputada Laura Carneiro, deputada Célia Xakriabá e da deputada Duda Salabert durante a CPMI do Golpe (2023)

Em seu primeiro mandato, ocupou postos relevantes, participando das decisões mais importantes do Brasil nos últimos anos.
Rubens Júnior votou contra a aprovação do texto-base da proposta da Reforma Trabalhista. Durante todo o processo, o parlamentar defendeu que a medida representa um desmonte dos direitos dos trabalhadores e não trará vantagem para o país.
Ao se posicionar contra a Reforma da Previdência, foi um dos parlamentares que contribuiu para que a base governista não alcançasse os votos necessários para a votação.
Em 2017 foi eleito coordenador da Bancada do Maranhão no Congresso Nacional.
O deputado Rubens Júnior é sub-relator da comissão especial que analisou a criação do novo Código do Processo Penal (CPP) - conjunto de regras e princípios que define procedimentos para a aplicação das punições, de acordo com o Direito Processual Penal ou Processo Penal.
Em 2018 foi reeleito deputado federal pelo PCdoB com 111.584 votos. Foi o candidato mais bem votado entre os reeleitos, e o 5º com maior votação em todo o estado do Maranhão
Em Fevereiro de 2019, decidiu deixar a Câmara dos Deputados para, a convite do Governador Flávio Dino, assumir a Secretaria de Estado das Cidades e Desenvolvimento Urbano no estado do Maranhão.
Em fevereiro de 2020 foi lançado como pré-candidato a prefeito de São Luís pelo seu partido, o PCdoB.
Desde o dia 11 de janeiro de 2021, Rubens Jr está a frente da Secretaria de Estado de Articulação Política, a convite do Governador Flávio Dino.
Em março de 2022, se filia ao Partido dos Trabalhadores (PT). Em outubro, é reeleito deputado federal, com 91.872 votos.